# وفرة طبيعية

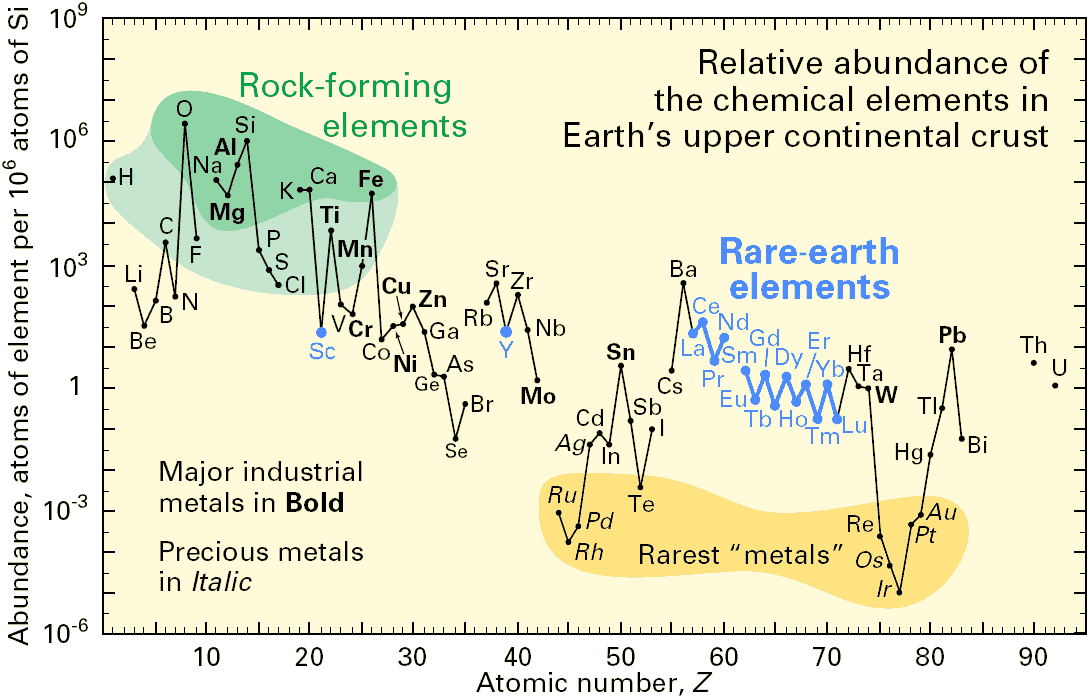

الوفرة الطبيعية مصطلح يشير لانتشار نظائر العناصر الكيميائية في الطبيعة. متوسط وزن (حسب التواجد الطبيعي) الكتلة لهذه النظائر هو الوزن الذري الموجود في الجدول الدوري. ونسبة تواجد العناصر تختلف من كوكب لآخر.
وترجع النسبة المئوية للوفرة الطبيعية إلى نسب التواجد معبرا عنها كنسبة مئوية، والتي توجد بها نظائر العنصر في المصادر الطبيعية.

## اقرأ أيضاً
- وفرة طبيعية للعناصر الكيميائية في القشرة الأرضية